# Edith Holloway
 Edith Martha Holloway  (1868–1956) foi uma jogadora de xadrez do Reino Unido, vencedora do primeiro campeonato europeu feminino (não-oficial) e três vezes participante do Campeonato Mundial Feminino de Xadrez. Foi também a primeira mulher a participar das Olimpíadas de xadrez no ano de 1924, que eram eventos que não reconheciam a participação feminina até a década de 1950.. Edith dividiu o títo do primeiro campeonato europeu feminino com Helene Cotton em Merano (1924). Após o torneio ela e duas outras participantes (Cotton e Agnes Stevenson) derrotaram Paula Wolf-Kalmar, Gülich e Pohlner em um match entre Londres e Viena.
Holloway dividiu o quinto lugar na primeira edição em Londres (1927) e em sexto na Polônia (1935) e décimo em Estocolmo (1937).